# Palacio de Abrantes (Granada)
El palacio de Abrantes o palacio del Duque de Abrantes se encuentra en la ciudad española de Granada, comunidad autónoma de Andalucía.

## Descripción
Casa palacio del siglo XVI, compuesta de planta baja, alta y torre, remodelada en el siglo XIX.
El edificio actualmente denominado Palacio de Abrantes se sitúa en una manzana irregular de grandes dimensiones en el centro urbano de Granada. El espacio que ocupa dentro de esta manzana es una parcela irregular de reducidas dimensiones con una sola fachada principal hacia la placeta de Tovar, formando los restantes lados de la parcela medianeras con otros edificios de la manzana y fachada interior a un patio de luces en la medianera contraria a la fachada exterior.
En su origen el edificio debió tener una tipología basada en el esquema zaguán-patio peristilado-escalera lateral-galería en planta primera, pero de esta organización no queda nada, probablemente por reformas del siglo XIX, si exceptuamos algunos muros portantes, la escalera, la cubierta y la fachada, con su portada y disposición de huecos.
El palacio consta de dos plantas, baja y primera, y se accede a su interior a través de un zaguán con dos salas laterales, a ellas se ingresa por vanos rectangulares con puertas gemelas de madera de una sola hoja decoradas con junquillos que forman motivos de lacería, ambas estancias son de planta rectangular y las cubre un alfarje de doble orden sin decoración sobre zapatas sencillas o calzos de madera que comprende las dos salas y el zaguán.
En el frente del zaguán hay una arco de yesería, sobreelevado por unos escalones, que reproduce uno nazarí sobre columnas pareadas de mármol blanco, originales nazaríes reutilizadas, que da acceso a un distribuidor con una sala en el lateral izquierdo de planta rectangular cubierta con un alfarje de doble orden de vigas con decoración de estrellas en las calles y que se continúa en el distribuidor.
La escalera es de tres tramos y está cubierta con una armadura ochavada de limas mohamares sobre pechinas planas con el almizate apeinazado y decorado con lazos, al igual que la parte inferior de los faldones y las pechinas.
Las cubiertas del edificio son faldones inclinados de tejas cerámicas curvas hacia la fachada principal y aterrazados hacia el patio interior, formando un conjunto volumétrico muy compacto, sólo sobresale el torreón, y en perfecta relación con la planta del edificio.
La fachada exterior se estructura en dos plantas. El piso inferior está compuesto por ventanales rectangulares verticales cerrados con rejas y con un friso de arquillos lobulados en la parte superior. Desplazada hacia el lado izquierdo se encuentra la portada principal, de piedra, con vano rectangular enmarcado por dos arcos de medio punto a los que se superponen uno conopial formado por delgados baquetones y flanqueados por pináculos, mientras que a ambos lados se sitúan los escudos de la familia Boabadilla izquierda, y Peñalosa, derecha; el conjunto de la portada se completa con una pilastra gótica con arquillos y capitel de hojas en cada extremo.
En la planta primera se sitúan balcones, más ancho el que cae sobre la puerta central, decoradas en jambas y dintel con molduras. El conjunto se remata por un alero con una cornisa de ladrillo pintada de rojo almagro formando ménsulas planas. En el extremo izquierdo ésta fachada presenta un chaflán en su unión al edificio colindante, y en el extremo derecho se levanta un pequeño cuerpo perpendicular.

## Historia
El Palacio de Abrantes es una construcción de principios del siglo XVI a la que corresponde la portada de la fachada principal y los artesonados de la escalera y del salón principal, hoy oculto por un entabacado. Estos son los últimos testimonios de la traza original del edificio que sufrió en el siglo XIX una remodelación que lo destrozó. Según Gómez-Moreno el edificio poseía un patio central con galerías sobre columnas góticas de piedra franca, techumbres con recortes de estilo gótico y mudéjar y columnas procedentes de edificios árabes en los corredores de las que sólo se conservan cuatro en el zaguán.
El promotor del palacio debió ser don Antonio de Bobadilla y Peñalosa, hijo de uno de los conquistadores de Granada, Francisco Peñalosa, del que heredará los señoríos de Pinos y Beas y el ducado de Abrantes.
El monumento en sus orígenes debió ser un palacio gótico y mudéjar. De estos estilos sólo se conserva la portada gótica y las techumbres de diversas estancias; alfarjes del piso inferior y de la sala del superior y las armaduras de la escalera y del salón principal, posteriormente encubierta por el techo de escayola que hoy se contempla. Las transformaciones que tuvo en el siglo XIX lo han convertido en la actualidad en un edificio de estilo historicista, de acuerdo con los gustos estéticos de este periodo, en el que se mezclan elementos neoárabes -alhambrismo- en la decoración de los arcos del zaguán y neorrenacimiento en la decoración de los salones del piso superior.